# Flughafen Albuquerque (Double Eagle II)

i8
i11
i13
Der Flughafen Albuquerque (Double Eagle II) (DEII; IATA-Code: ohne, ICAO-Code: KAEG) ist ein Flughafen, der sich 11 km nordwestlich von Albuquerque im US-Bundesstaat New Mexico befindet. Er liegt auf einer Seehöhe von 1779 m und hat zwei Asphaltlandepisten mit 2255 m bzw. 1824 m Länge, jeweils mit einer Breite von 30 m.

## Geschichte
Der Bau des Flughafens begann 1982, dieser wurde nach dem Ballon Double Eagle II benannt, dem ersten Ballon, der den Atlantik überquerte und von Ben Abruzzo, Maxie Anderson und Larry Newman gesteuert wurde. Der Flughafen wurde 1983 mit einer Landebahn, 04/22, eröffnet. Die zweite Start- und Landebahn, 17/35, wurde einige Jahre später hinzugefügt. Der Kontrollturm wurde erst Mitte der 2000er Jahre errichtet.

## Flugbetrieb
Im Jahre 2021 haben 58.556 Flugbewegungen stattgefunden, davon 33.090 lokale Bewegungen, 23.069 Zwischenlandungen, 411 Air-Taxi-Flüge und 1986 militärische Flüge. 96 einmotorige und 15 zweimotorige Turboprop-Flugzeuge, 1 Jetflugzeug und 7 Helikopter waren 2021 hier stationiert.
Mit Stand 2023 bedienen Advanced Air,  Alaska Airlines, American Airlines, Boutique Air, Delta, Jetblue Airways, Southwest Airlines, Spirit Airlines und United Airlines den Flughafen.